# 図景
図景（ずけい）は、福島県郡山市に所在する町丁である。郵便番号は963-8834。

## 地理
郡山市役所本庁所管地域である市街中心部に属する。北で栄町、本町、東でJR東北本線線路敷地内に残る旧来の字（北田、西田、仲田、物持）や小原田、深田台、南で南、南西角で城清水、西で香久池、山根町、北西角で愛宕町とそれぞれ隣接する。郡山駅西側中心市街地南部に位置し、住居表示が実施されている。概ね旧国道4号（福島県道17号郡山停車場線）から東北本線にかけての区域のうち、静御前通り以南、国道49号以北を範囲とし、旧国道4号図景一丁目交差点を境に北に一丁目、南に二丁目が設置されている。幹線道路沿いに店舗や事務所などが立ち並び、それらの裏手に住宅地が広がる。堤下町に所在する郡山警察署古舘交番、および堂前町に所在する郡山消防署本署がそれぞれ管轄にあたる。

## 世帯数と人口
2024年1月1日現在の世帯数と人口は以下の通りである。
| 町丁 | 世帯数  | 人口  |
| ---- | ------- | ----- |
| 図景 | 518世帯 | 880人 |

## 小・中学校の学区
市立小・中学校に通う場合、学区は以下の通りとなる。
| 番地           | 小学校               | 中学校                 |
| -------------- | -------------------- | ---------------------- |
| 一丁目1～6番   | 郡山市立橘小学校     | 郡山市立郡山第三中学校 |
| 上記を除く全域 | 郡山市立小原田小学校 | 郡山市立小原田中学校   |

## 交通

### 鉄道
JR東日本
- 東北本線

### 道路
- 国道49号
  - 安積大橋
- 福島県道17号郡山停車場線（旧国道4号昭和通り）
- 一級市道31号大町大槻線（静御前通り）
- 一級市道51号田村香久池二丁目線

## 施設等
- 郡山健康科学専門学校
- セブンイレブン 郡山図景町店
- コジマ×ビックカメラ 郡山店
- ニラク 郡山図景店
- ホンダカーズ福島南 郡山朝日店
- 福島マツダ 郡山店
- 東日本三菱自動車販売 郡山中央店
- 日本生命保険 郡山営業部
- 小原寺